# Muğanlı (Ağstafa)
Muğanlı è un comune dell'Azerbaigian situato nel distretto di Ağstafa. Conta una popolazione di 2 445 abitanti.